# Büren, Solothurn
Büren är en ort och kommun i distriktet Dorneck i kantonen Solothurn, Schweiz. Kommunen har 1 055 invånare (2023).